# پوسنک
شهر پوسنک (به آلمانی: Pößneck) در ایالت تورینگن در کشور آلمان واقع شده‌است.